# La Pradèla e Puèglaurenç
La Pradella-Puillorenç (en occità la Pradèla-Puèg-Lhaurenç, en francès Lapradelle-Puilaurens) és un municipi francès situat al departament de l'Aude i a la regió d'Occitània, format per la unió dels pobles de Puillorenç i de Lavagnac (La Pradella) que té una extensió de més de 3.000 hectàrees i una població de 236 habitants. Tradicionalment és de la comarca de la Fenolleda, però en va quedar separat amb la constitució dels departaments.
El bosc cobreix 1.800 hectàrees del terme, de les quals 839 hectàrees són boscos comunals i 967 hectàrees boscos demanials. Cada any se'n talen 1.599 metres cúbics de mitjana. El bosc principal és el de Fanges, domanial, que abans fou reial, amb gairebé 1.000 hectàrees. El bosc és principalment de pi (76%).
En el seu terme hi ha el castell de Puillorenç.
El 1868 es van segregar del terme les viles de Salvezine i de Caunil, que avui formen el municipi de Salvesines.

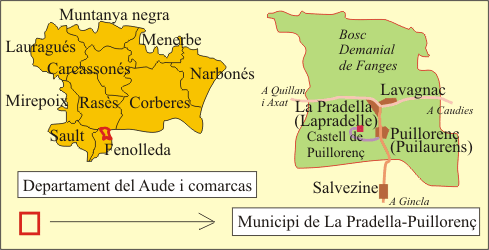
Mapa del terme municipal.